# Let It Rain (Amanda Marshall)
Let It Rain is een nummer van de Canadese singer-songwriter Amanda Marshall uit 1996. Het is de eerste single van haar titelloze debuutalbum.
Het nummer werd geschreven door Kirsten Hall, de zangeres van de band Sugarland, die het schreef voor het album Be Careful What You Wish For. Amanda Marshalls cover van het nummer werd vooral een hit in haar thuisland Canada, waar het de 7e positie bereikte. In Nederland bereikte het nummer aanvankelijk geen hitlijsten, maar dat veranderde toen Marshalls latere single Beautiful Goodbye werd een hit werd. "Let It Rain" werd, na het succes van "Beautiful Goodbye" opnieuw op single uitgebracht en bereikte de 20e positie in de Nederlandse Tipparade.